# Leon Kalina
Leon Kalina (ur. 28 czerwca 1893, zm. 1942) – kapitan rezerwy lekarz Wojska Polskiego z tytułem doktora.

## Życiorys
Urodził się 28 czerwca 1893. W 1911 zdał z odznaczeniem egzamin dojrzałości w C. K. Gimnazjum im. Franciszka Józefa we Lwowie.
U kresu I wojny światowej brał udział w obronie Lwowa podczas wojny polsko-ukraińskiej. Zorganizował działający już od 2 listopada 1918 oddział sanitarny, w którym służył jako lekarz w Odcinku I, Dom Techników-Seminarium.
Po odzyskaniu przez Polskę niepodległości 1918 został przyjęty do Wojska Polskiego. Został awansowany do stopnia kapitan rezerwy lekarza ze starszeństwem z 1 czerwca 1919. W 1923, 1924 był oficerem rezerwowym 1 Batalionu Sanitarnego w garnizonie Warszawa. W 1934 jako kapitan rezerwy był przydzielony do Kadry zapasowej I Szpitala Okręgowego w Warszawie i pozostawał wówczas w ewidencji Powiatowej Komendy Uzupełnień Warszawa Miasto III.
Ukończył studia medyczne uzyskując stopień doktora na Wydziale Lekarskim Uniwersytetu Jana Kazimierza we Lwowie w 1919.
Zmarł podczas II wojny światowej w 1942. Został pochowany na cmentarzu Powązkowskim w Warszawie (kwatera 199-5-4).

## Odznaczenie
- Krzyż Niepodległości (28 grudnia 1933, za pracę w dziele odzyskania niepodległości)[15]